# カワタヒサシ
カワタヒサシはアクアプラス（アダルトゲームブランド：Leaf）大阪開発室所属の原画家。旧ペンネームはら～・YOU、河田優、河田正人、親父油など。同人活動ではR-Youと表記することもある。自称職業、「エロゲンガー」。大阪府出身。

## 概要
Leaf設立当初からのスタッフであり、初期には主にグラフィックを担当していた。原画家としてのデビュー作品は、1995年にアクアプラスの前身であるユーオフィスから発売された、一般向けPCゲーム『LEGAM』。シナリオも担当。ただし、この作品はアクアプラス関連公式サイトには一切記載されていない。 1997年、ヒット作『To Heart』に参加。その後、Leaf設立時からの原画家で『To Heart』では共同で原画を担当した水無月徹が退社したこともあり、Leaf大阪開発室の筆頭原画家となっている。
「微乳…もとい、美乳は永遠のテーマ」と豪語する貧乳好き。原画では巨乳キャラクターも担当しているが、趣味で描くオリジナルキャラクターイラストの多くが貧乳傾向である。
トレードマークはAA（アスキーアート）の「(´・ω・｀)」。本人曰く「お気に入り」とのことで、文章を書く際は必ずといってもいい程使用する。
個人同人サークル「油屋」を主宰。ただし、即売会などでの活動頻度は少ない。

## 主な原画担当作品
- 河田正人 名義
  - LEGAM
- ら～・YOU（ラー・YOU） 名義
  - To Heart（PC18禁版）
  - 初音のないしょ!!収録 「リーフファイト97」
  - WHITE ALBUM
- 河田優 名義
  - To Heart（プレイステーション版）
  - 猪名川でいこう!!収録 「Memories of White」
- カワタヒサシ 名義
  - 誰彼～たそがれ～
  - テネレッツァ
  - Routes
  - アルルゥとあそぼ!!収録 「Routes EXTRA MISSION」
  - ToHeart2
  - ToHeart2 XRATED
  - Routes PE、Routes PORTABLE
  - 君が呼ぶ、メギドの丘で
  - WHITE ALBUM(プレイステーション3版)
  - ToHeart2 ダンジョントラベラーズ
  - ダンジョントラベラーズ2 王立図書館とマモノの封印
  - ダンジョントラベラーズ2-2 闇堕ちの乙女とはじまりの書
  - うたわれるもの ロストフラグ

なお、親父油は初期にグラフィッカーとして使用していたペンネーム。